# FORM (sistema de manipulació simbòlica)
FORM és un programari científic basat en la manipulació simbòlica. El programa llegeix fitxers de text que contenen definicions d'expressions matemàtiques, així com enunciats que li indiquen com manipular aquestes expressions. El seu autor original és Jos Vermaseren de Nikhef, l'institut holandès de física subatòmica. És utilitzat àmpliament en càlculs teòrics de física de partícules, però no es limita a aplicacions en aquest camp específic.
FORM es va desenvolupar l'any 1984 com a successor de Schoonschip, un motor d'àlgebra desenvolupat per M.J.G. Veltman. Inicialment es va escriure en Fortran 77, però el 1989 es va reescriure en C abans del llançament de la versió 1.0. Les versions 2.0 i 3.0 van aparèixer el 1991 i 2000, respectivament. Es va lliurar en codi obert l'agost de 2010 sota la llicència GPL.

## Característiques
- Definició d'expressions matemàtiques que contenen objectes diversos (símbols, funcions, índexs...) amb operacions aritmètiques elementals
- Expressions matemàtiques llargues arbitràries (limitades només per l'espai en disc)
- Execució multifils, versió paral·lelitzada per a clústers d'ordinadors
- Potent combinació i substitució de patrons
- Càlcul ràpid de traces de matrius, especialment de matrius gamma
- Funcions matemàtiques incorporades
- Sortida en diversos formats (text sense format, codi Fortran, codi Mathematica)
- Comunicació externa amb altres programes

## Exemple d'ús
Un fitxer de text que conté
```
Symbol x,y;
```

```
 Local myexpr = (x+y)^3;
```

```
 Id y = x;
 Print;
```

```
 .end
```

demana a FORM que crei una expressió anomenada myexpr, hi substitueixi el símbol y per x, i mostri el resultat a la pantalla, donant com a resultatː
```
myexpr =
   8*x^3;
```

## Aplicacions a la física d'altes energies i altres camps
- Mincer: un paquet de programari que utilitza FORM per a calcular diagrames de propagació sense massa amb fins a tres bucles.
- FORM ha estat l'eina essencial per a calcular la funció beta de la QCD amb correccions d'ordre superior.
- L'estructura matemàtica dels valors de la funció zeta múltiple s'ha investigat amb programes dedicats basats en FORM.[1]
- El paquet de programari FormCalc que s'utilitza àmpliament en física de partícules per a calcular diagrames de Feynman està basat en FORM.